# Pigfinnefisk
Pigfinnefiskene kaldes også Percomorphi eller Acanthopteri omfatter omkring 40% af alle fisk og er den største orden af hvirveldyr. Pigfinnefiskene består af over 7.000 forskellige arter.
- Orden Pigfinnefisk (Perciformes) (guldmakrel, havbrasen, snappere, kirurgfisk...)
  - Underorden Percoidei
    - familie hestemakrelfamilien Carangidae (hestemakrel...)
    - familie Centrarchidae (freshwater sunfishes)
    - familie Centropomidae (snooks)
    - familie Latidae
    - familie Chaetodontidae (butterflyfishes)
    - familie Coryphaenidae (dolphinfishes)
    - familie Echeneidae (remoras)
    - familie Haemulidae (grunts)
    - familie Mullefamilien Mullidae
    - familie Aborrefamilien Percidae (aborre, sandart...)
    - familie Pomatomidae (bluefishes)
    - familie Sciaenidae (drums)
    - familie Havaborrefamilien Serranidae (groupers)
    - familie Havrudefamilien Sparidae (porgies, tandbrasen)
    - familie Toxotidae (archerfishes)

  - Underorden Elassomatoidei
  - Underorden Labroidei
    - familie Ciclider Cichlidae
      - Pterophyllum
        - Scalare Pterophyllum scalare

    - familie Labridae (Læbefisk (Savgylte, Symphodus melops, Havkarusse ...))
    - familie Pomacentridae (klovnfisk...)
    - familie Scaridae
    - familie Embiotocidae
    - familie Odacidae

  - Underorden Zoarcoidei
    - familie Bathymasteridae
    - familie Zoarcidae ((ålekvabbe zoarces viviparus)...)
    - familie Stichaeidae
    - familie Cryptacanthodidae
    - familie Pholidae
    - familie Havkattefamilien Anarhichadidae (havkat...)
    - familie Ptilichthyidae
    - familie Zaproridae
    - familie Scytalinidae

  - Underorden Notothenioidei
    - famile Bovichtidae
    - famile Pseudaphritidae
    - famile Eleginopidae
    - famile Nototheniidae
    - famile Harpagiferidae
    - famile Artedidraconidae
    - famile Bathydraconidae
    - famile Channichthyidae

  - Underorden Trachinoidei
    - Fjæsingfamilien Trachinidae (fjæsing...)

  - Underorden Blennioidei
    - familie Tripterygiidae
    - familie Labrisomidae
    - familie Clinidae
    - familie Chaenopsidae
    - familie Dactyloscopidae
    - familie Blenniidae

  - Underorden Icosteoidei
  - Underorden Gobiesocoidei
  - Underorden Callionymoidei
    - familie Callionymidae
    - familie Draconettidae

  - Underorden Gobioidei
    - familie Rhyacichthyidae
    - familie Odontobutidae
    - familie Eleotridae
    - familie Kutlingefamilien Gobiidae (dyndspringer, kutlinge...)
    - familie Kraemeriidae
    - familie Microdesmidae

  - Underorden Kurtoidei
    - familie Kurtidae

  - Underorden Acanthuroidei
    - familie Ephippidae
    - familie Scatophagidae
    - familie Siganidae
    - familie Luvaridae
    - familie Zanclidae
    - familie Acanthuridae

  - Underorden Scombrolabracoidei
    - familie Scombrolabracidae

  - Underorden Scombroidei
    - familie Sphyraenidae (barracuda...)
    - familie Gempylidae
    - familie Trichiuridae
    - familie Scombridae (makrel, tun...)
    - familie sværdfiskfamilien Xiphiidae (sværdfisk...)

  - Underorden Smørfisk Stromateoidei
    - familie Amarsipidae
    - familie Centrolophidae ((Alm. sortfisk Centrolophus niger)...)
    - familie Nomeidae
    - familie Ariommatidae
    - familie Tetragonuridae
    - familie Stromateidae

  - Underorden Anabantoidei
    - familie Luciocephalidae
    - familie Anabantidae
    - familie Helostomatidae
    - familie Belontiidae
    - familie Osphronemidae

  - Underorden Channoidei
    - familie Channidae (snakeheads)